# 等距同构
在数学中，等距同构
，或稱保距映射，简称等距（英語：Isometry），是指在度量空间之中保持距离不变的同构关系。几何学中的对应概念是全等变换。
等距同构经常用于将一个空间嵌入到另一空间的构造中。例如，测度空间 {\displaystyle M} 的完备化即涉及从 {\displaystyle M} 到 {\displaystyle M'} 的等距同构，这里 {\displaystyle M'} 是 {\displaystyle M} 上柯西序列所构成的空间关于“距离为零”的等价关系的商集。这样，原空间 {\displaystyle M} 就等距同构到完备的度量空间的一个稠密子空间并且通常用这一空间来指代原空间 {\displaystyle M}。 其它的嵌入构造表明每一度量空间都等距同构到某一賦範向量空間的一个闭子集以及每一完备度量空间都等距同构到某一巴拿赫空间的一个闭子集。

一个希尔伯特空间上的等距、满射的线性算子被称为酉算子。

## 定义
设 {\displaystyle X}, {\displaystyle Y} 是两个度量空间，其中的距离分别是 {\displaystyle d_{X}} 和 {\displaystyle d_{Y}}。一个映射 {\displaystyle f:X\rightarrow Y} 被称为“保距映射”，如果对任意的 {\displaystyle a,b\in X}，都有
{\displaystyle d_{Y}\left(f(a),f(b)\right)=d_{X}(a,b)}
保距映射一定是单射。任意两个度量空间之间的等距同构都必然是一个拓扑嵌入。
等距同构是一一对应的保距映射，有时也被称为全局等距同构。还有一种定义是路径等距同构，指保持所有曲线长度的映射（不一定是一一对应的）。
如果两个度量空间之间存在一个等距同构，就称它们两个为等距同构的。所有从一个度量空间到另一个的等距同构关于映射的复合运算组成一个群，称为等距同构群。

## 例子
- 所有度量空间到自身的恒等映射都是等距同构。
- 在欧几里得空间中，平移变换、旋转变换、反射变换以及它们的复合都是等距同构。
- 内积空间 {\displaystyle C^{n}} 上的线性等距同构是所有的酉变换[1]。

## 线性等距同构
在賦範向量空間之间可以定义线性等距同构：所有保持范数的线性映射：
{\displaystyle \|f(v)\|=\|v\|}
线性等距同构一定是保距映射，因此如果是满射，就是（全局）等距同构。
系数域为实数的賦範向量空間上的等距同构一定是仿射变换。